# Pseudopaludicola mineira
Pseudopaludicola mineira é uma espécie de anfíbio  da família Leptodactylidae.
É endémica do Brasil.
Os seus habitats naturais são: savanas húmidas, matagal húmido tropical ou subtropical, campos de gramíneas de baixa altitude subtropicais ou tropicais sazonalmente húmidos ou inundados, campos de altitude subtropicais ou tropicais, marismas intermitentes de água doce e pastagens.
Está ameaçada por perda de habitat.